# Pardodes absorbta
Pardodes absorbta är en fjärilsart som beskrevs av Louis Beethoven Prout 1923. Pardodes absorbta ingår i släktet Pardodes och familjen mätare. Inga underarter finns listade i Catalogue of Life.